# Esiliiga B 2016
L'Esiliiga B 2016 è stata la 4ª edizione della terza divisione del campionato di calcio estone.
Il campionato è stato vinto dal Kuressaare, che riconquista un posto in Esiliiga dopo un anno di assenza.

## Squadre partecipanti
Il Kuressaare è stata l'unica squadra retrocessa dal campionato di Esiliiga, mentre dalla II Liiga provengono quattro squadre: insieme al Welco Tartu, che ha ottenuto la promozione allo spareggio contro il Puuma Tallinn, sono stati ripescati il Tammeka Tartu U21 (Luunja fino alla scorsa stagione), il Tulevik Viljandi 2 e il Viimsi, che ha acquisito il titolo sportivo dell'HÜJK Emmaste. Infine è stato riammesso il Flora Tallinn III, ora Flora Tallinn U19, ultimo classificato nell'edizione precedente.
| Club               | Città      | Stadio                      | Posizione 2015                                 |
| ------------------ | ---------- | --------------------------- | ---------------------------------------------- |
| Elva               | Elva       | Stadio Elva                 | 4° in Esiliiga B                               |
| Flora Tallinn U19  | Tallinn    | Sportland Arena             | 10° in Esiliiga B, ripescato                   |
| Joker Raasiku      | Raasiku    | Stadio Raasiku              | 5° in Esiliiga B                               |
| Kalev Sillamäe 2   | Sillamäe   | Stadio Kalevi               | 3° in Esiliiga B                               |
| Kalev Tallinn II   | Tallinn    | Kalevi Keskstaadion         | 6° in Esiliiga B                               |
| Kuressaare         | Kuressaare | Stadio Kuressaare           | 10° in Esiliiga                                |
| Tammeka Tartu U21  | Tartu      | Annelinn Staadion           | 3º nel girone Nord/Est di II Liiga come Luunja |
| Tulevik Viljandi 2 | Viljandi   | Viljandi Linnastaadion      | 3º nel girone Sud/Ovest di II Liiga            |
| Viimsi             | Viimsi     | Stadio Viimsi (a Haabneeme) | 6º nel girone Sud/Ovest di II Liiga            |
| Welco Tartu        | Tartu      | Stadio Tamme                | 2º nel girone Nord/Est di II Liiga             |

## Classifica finale
|  | Pos. | Squadra              | Pt | G  | V  | N  | P  | GF  | GS  | DR   |
|  | ---- | -------------------- | -- | -- | -- | -- | -- | --- | --- | ---- |
|  | 1.   | Kuressaare           | 76 | 36 | 23 | 7  | 6  | 117 | 48  | +69  |
|  | 2.   | Elva                 | 68 | 36 | 21 | 5  | 10 | 67  | 39  | +28  |
|  | 3.   | Welco Tartu          | 64 | 36 | 20 | 4  | 12 | 74  | 50  | +24  |
|  | 4.   | Tammeka Tartu U21    | 59 | 36 | 18 | 5  | 13 | 89  | 64  | +25  |
|  | 5.   | Kalev Tallinn II *   | 55 | 36 | 16 | 7  | 13 | 72  | 53  | +19  |
|  | 6.   | Kalev Sillamäe 2     | 53 | 36 | 16 | 5  | 15 | 70  | 61  | +9   |
|  | 7.   | Joker Raasiku        | 52 | 36 | 14 | 10 | 12 | 74  | 66  | +8   |
|  | 8.   | Viimsi               | 51 | 36 | 15 | 6  | 15 | 56  | 64  | -8   |
|  | 9.   | Flora Tallinn U19 *  | 19 | 36 | 4  | 7  | 25 | 27  | 85  | -58  |
|  | 10.  | Tulevik Viljandi 2 * | 14 | 36 | 4  | 2  | 30 | 26  | 142 | -116 |

(*)squadra ineleggibile per la promozione.

## Spareggi

### Play-off
| 12 novembre 2016 | Welco Tartu     | 2 – * | Kalju Nõmme U21 | Tartu, Tamme Staadion  |
| 19 novembre 2016 | Kalju Nõmme U21 | n.d.  | Welco Tartu     | Tallinn, Hiiu Staadion |

La partita d'andata disputata tra Welco Tartu e Kalju Nõmme Under-21 era terminata 2-3. Il risultato è stato in seguito annullato poiché la squadra riserve ha giocato con un calciatore non schierabile per tale incontro, ciò ha comportato anche l'annullamento della partita di ritorno e la vittoria a tavolino del Welco Tartu, che è promosso in Esiliiga.

### Play-out
| 12 novembre 2016 | Keila  | 2 – 1 | Viimsi | Keila, Keila Staadion      |
| 19 novembre 2016 | Viimsi | 1 – 0 | Keila  | Haabneeme, Viimsi Staadion |

Il Viimsi ha vinto lo spareggio e rimane in Esiliiga B.

## Verdetti
- Kuressaare, Elva e (dopo play-off) Welco Tartu promossi in Esiliiga 2017.
- Flora Tallinn U19 e Tulevik Viljandi 2 retrocessi in II Liiga.